# João I José de Liechtenstein
João I José (em alemão Johann I Josef, Viena, 26 de junho de 1760 — Viena, 20 de abril de 1836) foi o príncipe soberano de Liechtenstein de 1805 até 1806 e, novamente, de 1814 até 1836. Ele foi o último príncipe de Liechtenstein que reinou sob o Sacro Império Romano-Germânico entre 1805 e 1806 e como regente de Liechtenstein de 1806 até 1814. Era o segundo filho do príncipe Francisco José I.

## Biografia
João iniciou, aos vinte e dois anos, sua carreira militar e entrou para o exército como tenente. Oito anos depois, serviu como coronel nas guerras turcas. Durante as Guerras Napoleônicas, o príncipe foi promovido a marechal de campo e ganhou o comando inteiro do exército austríaco. Liderou as forças austríacas na Batalha de Austerlitz. 
Posteriormente, João participou da assinatura do Tratado de Pasburgo (1805) e o Tratado de Schönbrunn (1809). Ambos os tratados foram favoráveis a Napoleão Bonaparte em relação à Áustria, e João foi acusado de ter poucas habilidades diplomáticas. Para escapar do criticismo, ele renunciou à sua carreira militar em 1810.
Como príncipe de Liechtenstein, João realizou reformas progressivas, mas em um governo absolutista. Em 1818, João garantiu uma constituição, que era limitada em sua natureza. Ele expandiu a agricultura e a silvicultura e radicalmente organizou a sua administração, em uma tentativa de levar em conta o que era um Estado moderno. João foi influente no campo de jardinagem, tendo criado os jardins Biedermeier e paisagens em estilo inglês.
Em 1806, Napoleão incorporou Liechtenstein na Confederação do Reno e fê-lo um estado soberano. No Congresso de Viena, a soberania de Liechtenstein foi aprovada. Em 1815, Liechtenstein tornou-se membro da Confederação Germânica. Tal ingresso confirmou a soberania de Liechtenstein.

## Descendência
Em 12 de abril de 1792 em Viena , casou-se com Josefa de Fürstenberg-Weitra (Viena, 21 de junho de 1776 - Viena, 23 de fevereiro de 1848), dama da corte imperial e dama da ordem da cruz estrelada . Eles tiveram 14 filhos:
- Princesa Maria Leopoldina Josepha Sophia Aemiliana (Viena, 11 de setembro de 1793 - Viena, 28 de julho de 1808)
- Princesa Karoline (Viena, 2 de fevereiro de 1795 - morreu na infância)
- Aloísio II de Liechtenstein (1796–1858)
- Princesa Maria Sophie Josepha (Viena, 5 de setembro de 1798 - Viena, 27 de junho de 1869), casada em Viena em 4 de agosto de 1817 Vincenz Graf Esterházy von Galántha ( Pressburg , 25 de outubro de 1787 - Eisgrub , 19 de outubro de 1835), sem descendência
- Princesa Maria Josepha (Viena, 11 de janeiro de 1800 - Viena, 14 de junho de 1884), solteira e sem descendência
- O príncipe Franz de Paula, do Liechtenstein (1802-1887), casou -se com a condessa Julia Potocka e teve descendência. Seu bisneto acabaria se tornando o príncipe Francisco José II.
- Príncipe Karl Johann do Liechtenstein (1803-1871). Casou-se com Rosalie d'Hemricourt Gräfin von Grünne e teve descendência.
- Princesa Klothilda Leopoldina Josepha (Viena, 19 de agosto de 1804 - Viena, 27 de janeiro de 1807)
- Princesa Henriette (Viena, 1 de abril de 1806 - Ischl , 15 de junho de 1886), casada em Viena em 1 de outubro de 1825 Joseph Graf Hunyady von Kethély (Viena, 13 de janeiro de 1801 - Viena, 9 de março de 1869) e teve descendência
- Príncipe Friedrich Adalbert (Viena, 22 de setembro de 1807 - Viena, 1º de maio de 1885), 1.018º Cavaleiro da Ordem do Tosão de Ouro na Áustria , casado em Schloss Rosegg em 15 de setembro de 1848 Johanna Sophie Christiane Löwe ( Oldenburg , 24 de maio de 1815 - Pest 28 de novembro de 1866), sem descendência
- Príncipe Eduard Franz do Liechtenstein (1809-1864). Casou-se com a condessa Honoria Choloniowa-Choloniewska e teve descendência.
- Príncipe August Ludwig Ignaz (Viena, 22 de abril de 1810 - Viena, 27 de maio de 1824)
- Princesa Ida Leopoldina Sophia / e Maria / e Josepha / Josephine Franziska ( Eisgrub , Morávia , 12 de setembro de 1811 - Viena, 27 de junho de 1884), dama da corte imperial, dama da ordem da cruz estrelada , casada em Viena em 30 de julho 1832 Karl / Carl 4te Fürst Paar Freiherr auf Hartberg und Krottenstein ( Brieg , Silésia , 06 de janeiro de 1806 - Viena, 17 de janeiro 1881), hereditária Grão-Mestre dos Postos da Corte imperial, e teve descendência
- Príncipe Rudolf Maria Franz Placidus (Viena, 5 de outubro de 1816 - Vicenza , 19 de junho de 1848), solteiro e sem descendência